# Paper Gods
Albums de Duran Duran
A Diamond in the Mind: Live 2011
(2012) Future Past
(2021)
Singles
1. Pressure Off
Sortie : 19 juin 2015

Paper Gods est le quatorzième album studio du groupe britannique Duran Duran, sorti en 2015.

## Historique
Pour cet album, le groupe collabore à la production avec Nile Rodgers (cofondateur de Chic et déjà producteur des albums Notorious et Astronaut), Mr Hudson et Mark Ronson (qui avait produit leur album précédent All You Need Is Now). On peut retrouver par ailleurs sur cet album John Frusciante (ancien guitariste des Red Hot Chili Peppers) ou encore l'Américaine Janelle Monáe. L'actrice américaine Lindsay Lohan et sa sœur Ali apparaissent également sur une chanson de l'album.

## Promotion et singles
Le groupe annonce une tournée aux États-Unis et au Royaume-Uni qui coïncide avec la sortie de l'album
Le premier single est Pressure Off, en collaboration avec la chanteuse soul américaine Janelle Monáe. Il sort aux États-Unis le 19 juin 2015, sur le service Xbox Music de Microsoft. Le titre sort ensuite sur Google Music.

## Pochette
La pochette de l'album est créée par l'artiste américain Alex Israel et le graphiste Brian Roettinger. Réalisée à la manière de collages, la pochette reprend des vignettes retraçant l'histoire du groupe : les lèvres peintes par Patrick Nagel pour l'album Rio, ainsi qu'un téléphone rose et une casquette de chauffeur qui renvoie à la dernière chanson de l'album, The Chauffeur. Le sumo, la silhouette féminine et le verre de champagne représentent le clip controversé du single Girls on Film, tiré du premier album du groupe. L'image du tigre rappelle le 3e album, Seven and the Ragged Tiger. Le cône de crème glacée est une référence au single Perfect Day, sur leur album de reprises Thank You,. La version CD deluxe est vendue avec les autocollants à part, on peut ainsi créer sa propre pochette. La pochette de l'édition exclusive Target est pratiquement la même, excepté le fond qui est tout rose.

## Liste des titres
| 1.  | Paper Gods (avec Mr Hudson)                      | John Taylor, Simon Le Bon, Roger Taylor, Nick Rhodes                                                      | Duran Duran, Mr Hudson                  | 7:02 |
| 2.  | Last Night in the City (avec Kiesza)             | John Taylor, Simon Le Bon, Roger Taylor, Nick Rhodes                                                      | Duran Duran, Mr Hudson                  | 4:44 |
| 3.  | You Kill Me with Silence                         | John Taylor, Simon Le Bon, Roger Taylor, Nick Rhodes                                                      | Duran Duran, Mr Hudson                  | 4:28 |
| 4.  | Pressure Off (avec Janelle Monáe & Nile Rodgers) | John Taylor, Simon Le Bon, Roger Taylor, Nick Rhodes, Janelle Monáe, Nile Rodgers, Mark Ronson, Mr Hudson | Duran Duran, Rodgers, Ronson, Mr Hudson | 4:21 |
| 5.  | Face for Today                                   | John Taylor, Simon Le Bon, Roger Taylor,Dom Brown                                                         | Duran Duran                             | 3:51 |
| 6.  | Danceophobia (avec Lindsay Lohan)                | John Taylor, Simon Le Bon, Roger Taylor, Nick Rhodes, Mr Hudson,Dom Brown                                 | Duran Duran, Mr Hudson                  | 4:13 |
| 7.  | What Are the Chances? (avec John Frusciante)     | John Taylor, Simon Le Bon, Roger Taylor, Nick Rhodes, Dom Brown                                           | Duran Duran                             | 4:55 |
| 8.  | Sunset Garage                                    | John Taylor, Simon Le Bon, Roger Taylor, Nick Rhodes                                                      | Duran Duran, Mr Hudson                  | 4:43 |
| 9.  | Change the Skyline (avec Jonas Bjerre)           | John Taylor, Simon Le Bon, Roger Taylor, Nick Rhodes, Mr Hudson                                           | Duran Duran                             | 3:57 |
| 10. | Butterfly Girl (avec John Frusciante)            | John Taylor, Simon Le Bon, Roger Taylor, Nick Rhodes, Dom Brown                                           | Duran Duran                             | 3:16 |
| 11. | Only in Dreams                                   | John Taylor, Simon Le Bon, Roger Taylor, Nick Rhodes, Nile Rodgers, Mark Ronson, Mr Hudson                | Duran Duran, Rodgers, Ronson, Mr Hudson | 6:05 |
| 12. | The Universe Alone (avec John Frusciante)        | John Taylor, Simon Le Bon, Roger Taylor, Nick Rhodes                                                      | Duran Duran                             | 5:47 |

| 13. | Planet Roaring   | John Taylor, Simon Le Bon, Roger Taylor, Nick Rhodes | Duran Duran | 3:49 |
| 14. | Valentine Stones | John Taylor, Simon Le Bon, Roger Taylor, Nick Rhodes | Duran Duran | 3:30 |
| 15. | Northern Lights  | John Taylor, Simon Le Bon, Roger Taylor, Nick Rhodes | Duran Duran | 5:13 |

| 13. | On Evil Beach   |  |
| 14. | Cinderella Ride |  |

## Classements
| Pays et classements (2015)         | Meilleure position |
| ---------------------------------- | ------------------ |
| Australie (ARIA)                   | 19                 |
| Belgique (Flandre Ultratop)        | 19                 |
| Belgique (Wallonie Ultratop)       | 8                  |
| Pays-Bas (Mega Album Top 100)      | 4                  |
| Finlande (Suomen virallinen lista) | 28                 |
| France (SNEP)                      | 60                 |
| Allemagne (Media Control AG)       | 24                 |
| Irlande (IRMA)                     | 27                 |
| Italie (FIMI)                      | 2                  |
| Nouvelle-Zélande (RMNZ)            | 24                 |
| Royaume-Uni (UK Albums Chart)      | 5                  |

## Crédits
Duran Duran
- Simon Le Bon : chant
- Nick Rhodes : claviers
- John Taylor : basse
- Roger Taylor : batterie

## Musiciens additionnels
- Nile Rodgers : production, guitare et chœurs (titre 4)
- Dom Brown : guitare
- John Frusciante : guitare
- Davidé Rossi : violon
- Kiesza : chant (titre 2)
- Janelle Monáe : chant (titre 4)
- Lindsay Lohan : chant (titre 6)
- Jonas Bjerre : chant (titre 9)
- London Youth Choir : chœurs (titre 12)

Production
- Mark Ronson : production
- Josh Blair : production
- Mr Hudson : production, chant (sur le titre 1)
- Mark "Spike" Stent : mixage